# Sail-les-Bains
Pour les articles homonymes, voir Sail.
Sail-les-Bains est une commune française située dans le département de la Loire, en région Auvergne-Rhône-Alpes.

## Géographie
Sail-le-Bains est une ancienne station thermale dans le département de la Loire en région Auvergne-Rhône-Alpes, reconnue comme Vichy au XIXe siècle, aujourd'hui endormie.
Depuis le 1er janvier 2013, elle fait partie de la communauté d'agglomération Roannais Agglomération qui a intégré la communauté de communes du Pays de la Pacaudière dont elle faisait partie antérieurement.

### Climat
Pour des articles plus généraux, voir Climat d'Auvergne-Rhône-Alpes et Climat de la Loire.
En 2010, le climat de la commune est de type climat océanique dégradé des plaines du Centre et du Nord, selon une étude du Centre national de la recherche scientifique s'appuyant sur une série de données couvrant la période 1971-2000. En 2020, Météo-France publie une typologie des climats de la France métropolitaine dans laquelle la commune est dans une zone de transition entre le climat océanique altéré et le climat de montagne ou de marges de montagne et est dans la région climatique Centre et contreforts nord du Massif Central, caractérisée par un air sec en été et un bon ensoleillement.
Pour la période 1971-2000, la température annuelle moyenne est de 10,9 °C, avec une amplitude thermique annuelle de 16,7 °C. Le cumul annuel moyen de précipitations est de 839 mm, avec 10,7 jours de précipitations en janvier et 7,7 jours en juillet. Pour la période 1991-2020, la température moyenne annuelle observée sur la station météorologique de Météo-France la plus proche, « Arfeuilles », sur la commune d'Arfeuilles à 13 km à vol d'oiseau, est de 11,2 °C et le cumul annuel moyen de précipitations est de 951,6 mm,. Pour l'avenir, les paramètres climatiques de la commune estimés pour 2050 selon différents scénarios d'émission de gaz à effet de serre sont consultables sur un site dédié publié par Météo-France en novembre 2022.

## Urbanisme

### Typologie
Au 1er janvier 2024, Sail-les-Bains est catégorisée commune rurale à habitat très dispersé, selon la nouvelle grille communale de densité à sept niveaux définie par l'Insee en 2022.
Elle est située hors unité urbaine. Par ailleurs la commune fait partie de l'aire d'attraction de Roanne, dont elle est une commune de la couronne,. Cette aire, qui regroupe 88 communes, est catégorisée dans les aires de 50 000 à moins de 200 000 habitants,.

### Occupation des sols
L'occupation des sols de la commune, telle qu'elle ressort de la base de données européenne d’occupation biophysique des sols Corine Land Cover (CLC), est marquée par l'importance des territoires agricoles (89,1 % en 2018), une proportion sensiblement équivalente à celle de 1990 (89,7 %). La répartition détaillée en 2018 est la suivante : prairies (78 %), forêts (10,9 %), zones agricoles hétérogènes (7,7 %), terres arables (3,5 %). L'évolution de l’occupation des sols de la commune et de ses infrastructures peut être observée sur les différentes représentations cartographiques du territoire : la carte de Cassini (XVIIIe siècle), la carte d'état-major (1820-1866) et les cartes ou photos aériennes de l'IGN pour la période actuelle (1950 à aujourd'hui).

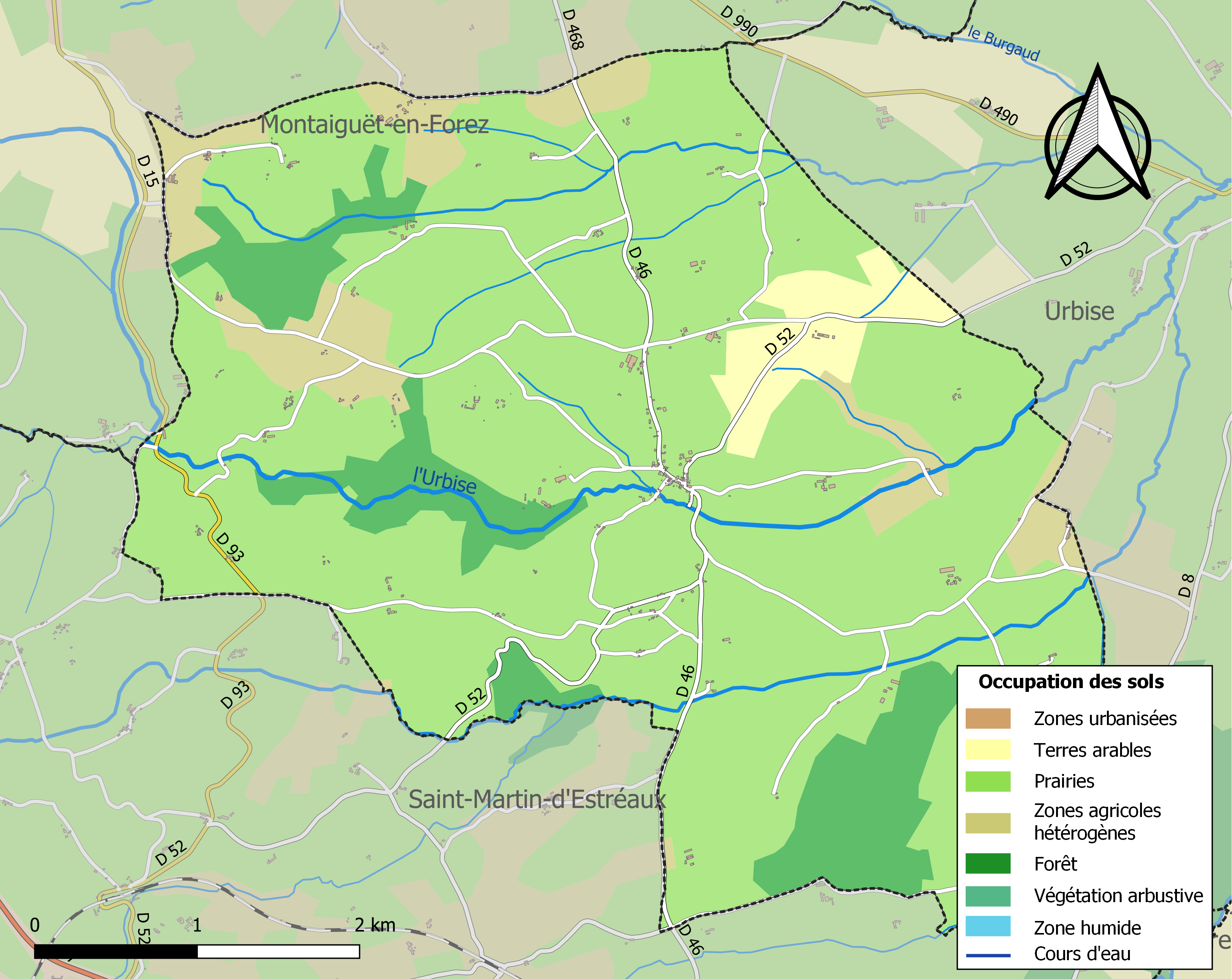
Carte des infrastructures et de l'occupation des sols de la commune en 2018 (CLC).

## Histoire
Une station thermale existe sur le site à l'époque gallo-romaine. Elle renait au XVIIe siècle grâce au roman l'Astrée où est mentionné que la beauté de la bergère Astrée est attribuée à la qualité des eaux de Sail-les-Bains.
Un établissement thermal est ouvert en 1845. Il est réputé à la fin du XIXe siècle et périclite ensuite.
En 1998, une usine d'embouteillage est mise en service, reprise en 2010 par la SAQR Qatar SA. L'eau des sources de Sail-les-Bains est alors destinée à être vendue comme un produit haut-de-gamme, visant principalement la clientèle des hôtels-restaurants luxueux de la péninsule arabique. C'est un échec commercial et la société est placée en liquidation judiciaire en 2014. Un entrepreneur lyonnais, issu de la parfumerie et du marketing olfactif, a racheté le domaine thermal en mars 2020 et envisage l'année suivante de redémarrer la production de l'eau de Sail-les-Bains, en exploitant la source du Hamel, vantée par Louis Pasteur en 1878 pour ses qualités « dépuratives, reconstituantes et sédatives », qu'il veut rebaptiser « source de Diane » en référence à Diane de Châteaumorand.

## Politique et administration

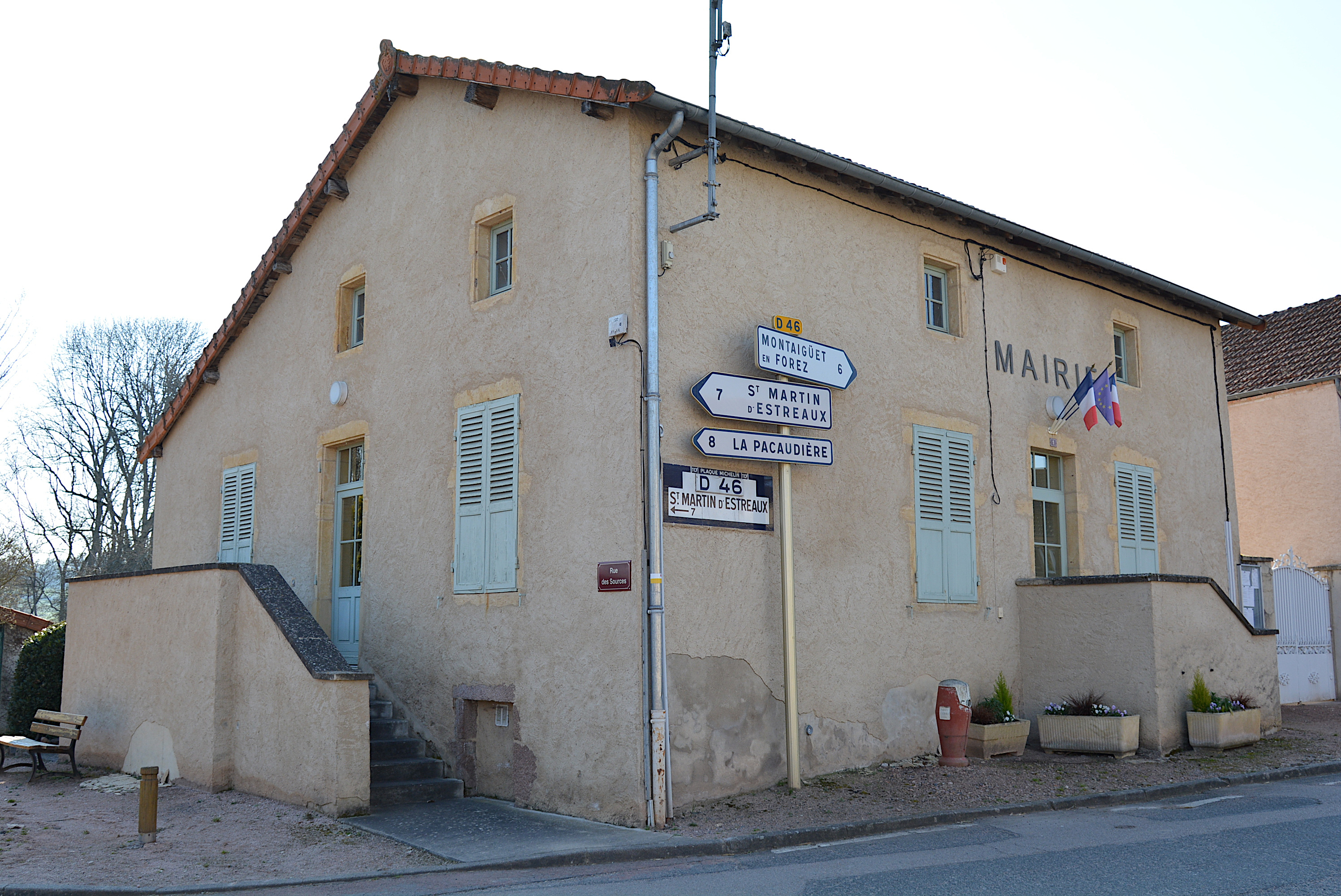
La mairie.

| Période                                  | Période   | Identité           | Étiquette | Qualité |
| ---------------------------------------- | --------- | ------------------ | --------- | ------- |
| Les données manquantes sont à compléter. |           |                    |           |         |
| avant 1981                               | ?         | Louis Fournier     | PCF       |         |
| avant 1995                               | 1995      | Régis Dufour       | PCF       |         |
| juin 1995                                | mars 2008 | Jacqueline Delorme |           |         |
| mars 2008                                | En cours  | Michel Pourret     |           |         |

## Population et société

### Démographie
L'évolution du nombre d'habitants est connue à travers les recensements de la population effectués dans la commune depuis 1793. Pour les communes de moins de 10 000 habitants, une enquête de recensement portant sur toute la population est réalisée tous les cinq ans, les populations de référence des années intermédiaires étant quant à elles estimées par interpolation ou extrapolation. Pour la commune, le premier recensement exhaustif entrant dans le cadre du nouveau dispositif a été réalisé en 2005.

En 2022, la commune comptait 208 habitants, en évolution de +1,46 % par rapport à 2016 (Loire : +1,32 %, France hors Mayotte : +2,11 %).
| 1793 | 1800 | 1806 | 1821 | 1831 | 1836 | 1841 | 1846 | 1851 |
| ---- | ---- | ---- | ---- | ---- | ---- | ---- | ---- | ---- |
| 860  | 547  | 648  | 549  | 652  | 600  | 574  | 666  | 629  |

| 1856 | 1861 | 1866 | 1872 | 1876 | 1881 | 1886 | 1891 | 1896 |
| ---- | ---- | ---- | ---- | ---- | ---- | ---- | ---- | ---- |
| 633  | 600  | 635  | 645  | 660  | 682  | 713  | 705  | 659  |

| 1901 | 1906 | 1911 | 1921 | 1926 | 1931 | 1936 | 1946 | 1954 |
| ---- | ---- | ---- | ---- | ---- | ---- | ---- | ---- | ---- |
| 632  | 624  | 612  | 546  | 509  | 504  | 465  | 561  | 360  |

| 1962 | 1968 | 1975 | 1982 | 1990 | 1999 | 2005 | 2006 | 2010 |
| ---- | ---- | ---- | ---- | ---- | ---- | ---- | ---- | ---- |
| 373  | 346  | 307  | 316  | 264  | 222  | 221  | 220  | 209  |

| 2015 | 2020 | 2022 | - | - | - | - | - | - |
| ---- | ---- | ---- | - | - | - | - | - | - |
| 203  | 201  | 208  | - | - | - | - | - | - |

## Culture locale et patrimoine

### Lieux et monuments

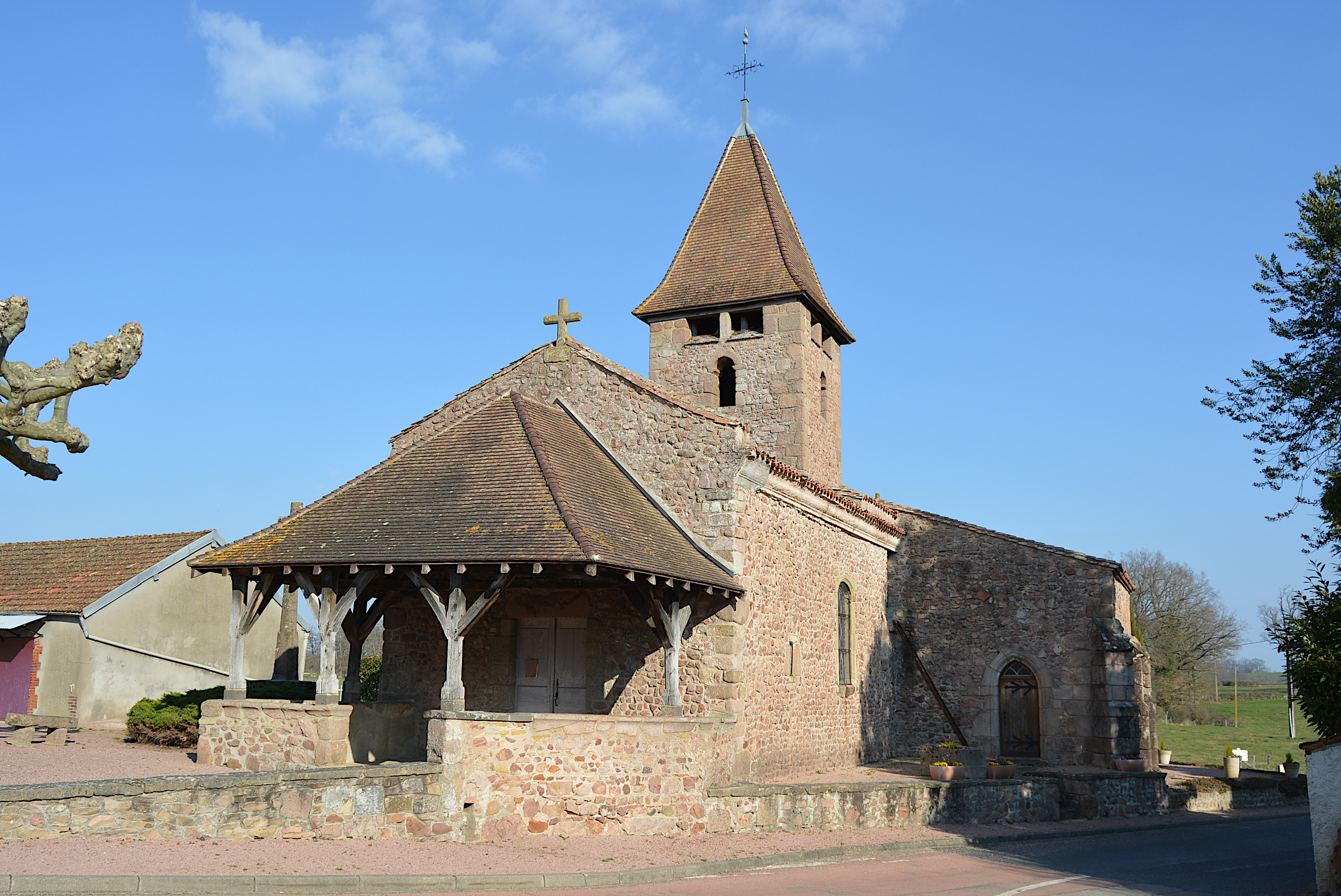
Église.

L'église romane Saint-Symphorien de Sail-les-Bains, dont les parties les plus anciennes datent du XIIe siècle, est inscrite à l'inventaire des monuments historiques depuis 1965.